# リターン・トゥ・フォーエヴァー (アルバム)
『リターン・トゥ・フォーエヴァー』（Return to Forever）は、チック・コリアが1972年に発表したアルバム。このアルバムはコリアのソロ名義であり、後に同名のバンドとして新たにリターン・トゥ・フォーエヴァーを立ち上げる。
ジャケットの写真はマイケル・マヌージアン（Michael Manoogian）が撮影した。

## トラック・リスト
| 全作曲: 特記以外はチック・コリア。 |                                                                            |       |                          |       |
| #                                  | タイトル                                                                   | 作詞  | 作曲・編曲               | 時間  |
| 1.                                 | 「"Return to Forever"」                                                    |       | 特記以外はチック・コリア | 12:06 |
| 2.                                 | 「"Crystal Silence"」                                                      |       | 特記以外はチック・コリア | 6:59  |
| 3.                                 | 「"What Game Shall We Play Today"」(Corea, Neville Porter)                 |       | 特記以外はチック・コリア | 4:30  |
| 4.                                 | 「"Sometime Ago - La Fiesta"」(Corea, Porter, Stanley Clarke, Joe Farrell) |       | 特記以外はチック・コリア | 23:13 |
| 合計時間:                          | 合計時間:                                                                  | 46:48 |                          |       |

## 参加ミュージシャン
- チック・コリア - エレクトリックピアノ
- ジョー・ファレル - ピッコロ、フルート、ソプラノ・サクソフォーン
- スタンリー・クラーク - アコースティック・ベース、エレクトリックベース
- フローラ・プリム - ボーカル、パーカッション
- アイアート・モレイラ - ドラムス